# Louis-Joseph Gauthier
Pour les articles homonymes, voir Louis Gauthier, Joseph Gauthier (homonymie) et Gauthier.
Louis-Joseph Gauthier (21 mars 1866-12 avril 1938) est un avocat et homme politique provincial et fédéral du Québec.

## Biographie
Né à Montréal dans le Canada-Est, M. Gauthier effectue ses études au Séminaire de Montréal et à l'Université Laval à Montréal. Devenu membre du Barreau du Québec en 1889, il pratiqua le droit à Montréal, dans les Laurentides et à Westmount. En 1901, il fut nommé au Conseil du Roi. Il entama sa carrière politique en 1905 devenant maire de la municipalité de Laurentides, maintenant dans la ville de Saint-Lin-Laurentides.
En 1906, la démission de Joseph-Édouard Duhamel, alors député de L'Assomption, lui permet de faire son entrée à l'Assemblée national en tant que député du Parti libéral du Québec. Défait par Walter Reed, également du Parti libéral en 1908.
En 1911, il devient député du Parti libéral du Canada dans la circonscription de Saint-Hyacinthe. Réélu en 1917 dans Saint-Hyacinthe—Rouville, il devint, pendant son mandat, membre du caucus des Libéraux de Laurier. Défait en 1921, alors qu'il tentait d'être réélu en tant que député du Parti conservateur, il est successivement défait dans Dorchester en 1925, dans Shefford en 1926 et dans L'Islet en 1930.